# Pteroglossa
Pteroglossa – rodzaj roślin z rodziny storczykowatych (Orchidaceae). Obejmuje 13 gatunków występujących w Ameryce Południowej i Środkowej w takich krajach jak: Argentyna, Boliwia, Brazylia, Kolumbia, Kostaryka, Salwador, Gwatemala, Honduras, Meksyk, Paragwaj, Peru, Wenezuela.

## Systematyka
Rodzaj sklasyfikowany do podplemienia Spiranthinae w plemieniu Cranichideae, podrodzina storczykowe (Orchidoideae), rodzina storczykowate (Orchidaceae), rząd szparagowce (Asparagales) w obrębie roślin jednoliściennych.
Wykaz gatunków
- Pteroglossa acalcarata Damian & Salazar
- Pteroglossa claudiae Archila
- Pteroglossa euphlebia (Rchb.f.) Garay
- Pteroglossa glazioviana (Cogn.) Garay
- Pteroglossa hilariana (Cogn.) Garay
- Pteroglossa jatataensis (Szlach., Baranow & S.Nowak) J.M.H.Shaw
- Pteroglossa lurida (M.N.Correa) Garay
- Pteroglossa luteola Garay
- Pteroglossa macrantha (Rchb.f.) Schltr.
- Pteroglossa magnifica Szlach.
- Pteroglossa rhombipetala Garay
- Pteroglossa roseoalba (Rchb.f.) Salazar & M.W.Chase
- Pteroglossa sztolcmaniana (Szlach., Baranow & S.Nowak) J.M.H.Shaw